# Пуерто-Рико Юнайтед
СК «Пуерто-Рико Юнайтед» (англ. Puerto Rico United Sporting Club) — пуерто-риканський футбольний клуб з Агуади, заснований у 2007 році. Виступає в PRSL. Домашні матчі приймає на стадіоні «Агуада», місткістю 4 000 глядачів.
У сезоні 2011 року клуб виступав у USL Pro.